# Marco Frigatti
Marco Frigatti (Venezia, 1º maggio 1970) è un personaggio televisivo italiano, giudice 
ufficiale del Guinness World Records.
Ha studiato lingue alla Scuola Superiore di Lingue Moderne di Trieste e parla correntemente italiano, inglese, tedesco, francese, olandese, croato e cinese mandarino. Dopo essersi trasferito a Londra nel 2003, ha iniziato la sua attività presso la Guinness World Records dove è diventato responsabile della sezione Record. Ad oggi riveste la carica di vice presidente senior. 
Appare spesso nello spettacolo televisivo di Sky 1 Guinness World Records Smashed, dove presiede tutti i tentativi di record in qualità di giudice capo.
Marco ha una frase tipica che pronuncia durante lo show di Sky 1: appena prima che venga intrapreso un tentativo di record dice "Marco, Pronto".
Marco lavora come giudice in molte versioni televisive del Guinness World Records, come l'italiano Lo show dei record, il tedesco Guinness World Records - Die größten Weltrekorde e il cinese Zheng Da Zong Yi.
Nel 2015, lui stesso riceve la medaglia e il quadretto del Guinness World Records per aver verificato, nei panni di giudice ufficiale, 2 000 record.